# Sullana
Sullana este un oraș din Peru.